# Lincoln Clark

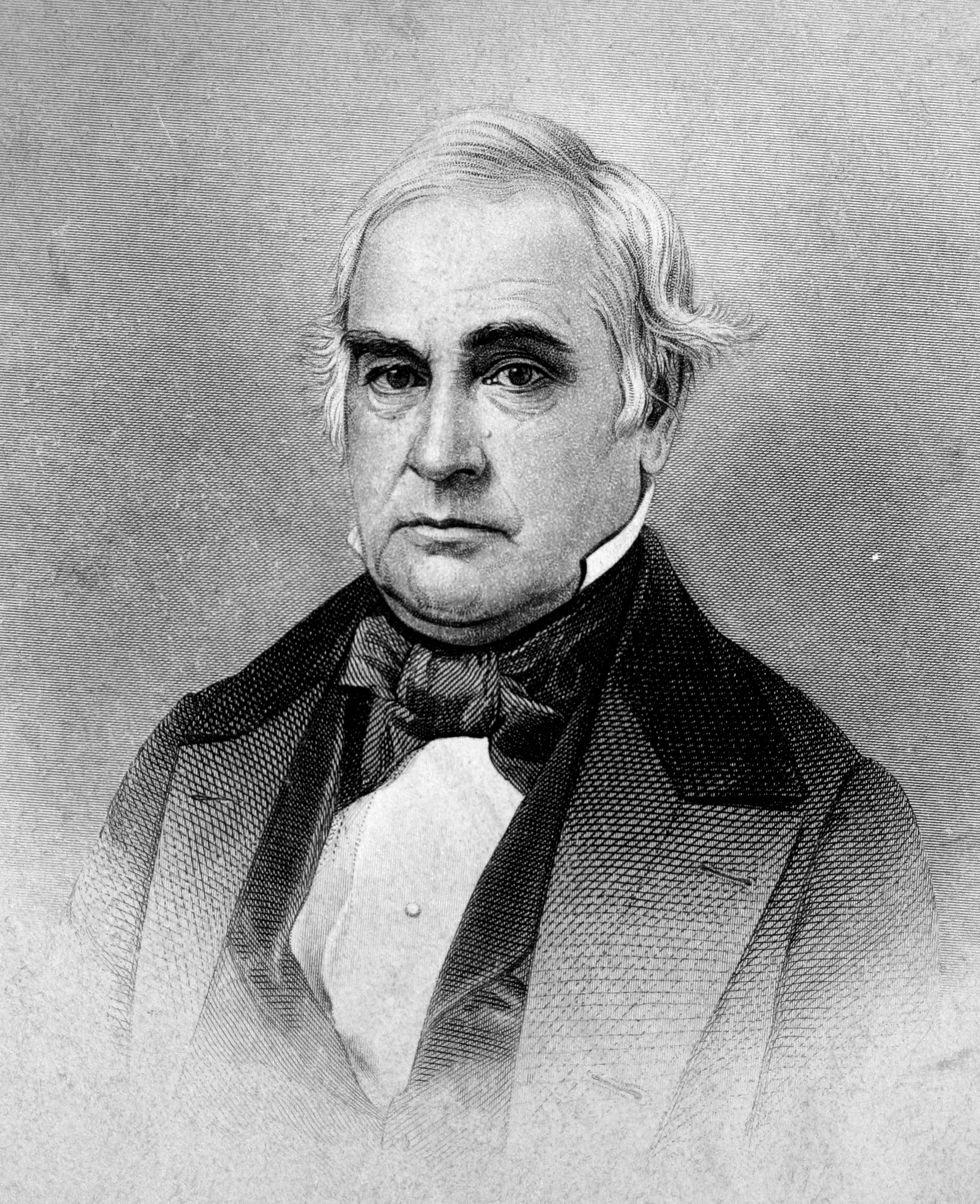
Lincoln Clark

Lincoln Clark (* 9. August 1800 in Conway, Massachusetts; † 16. September 1886 ebenda) war ein US-amerikanischer Politiker. Zwischen 1851 und 1853 vertrat er den Bundesstaat Iowa im US-Repräsentantenhaus.

## Werdegang
Lincoln Clark besuchte sowohl öffentliche als auch private Schulen seiner Heimat und dann bis 1825 das Amherst College in Massachusetts. Nach einem anschließenden Jurastudium und seiner 1831 erfolgten Zulassung als Rechtsanwalt begann er in Pickensville (Alabama) in diesem Beruf zu praktizieren. In Alabama begann auch seine politische Laufbahn als Mitglied der Demokratischen Partei. In den Jahren 1834, 1835 und 1845 war er Abgeordneter im Repräsentantenhaus von Alabama. Seit 1836 lebte er in Tuscaloosa. Im Jahr 1839 wurde Clark zum Attorney General seines neuen Heimatstaates ernannt. 1846 wurde er ebenfalls in Alabama Bezirksrichter.
1848 zog Clark nach Dubuque in Iowa. Bei den Kongresswahlen des Jahres 1850 wurde er gegen John Parsons Cook, den Kandidaten der Whig Party, im zweiten Wahlbezirk von Iowa in das US-Repräsentantenhaus in Washington, D.C. gewählt. Dort trat er am 4. März 1851 die Nachfolge von Shepherd Leffler an. Da er bei den Wahlen des Jahres 1852 gegen Cook verlor, konnte er bis zum 3. März 1853 nur eine Legislaturperiode im Kongress absolvieren.
Im Jahr 1854 bewarb sich Clark erfolglos um eine Rückkehr in den Kongress. 1857 wurde er in das Repräsentantenhaus von Iowa gewählt. Bei den Präsidentschaftswahlen des Jahres 1860 unterstützte er Stephen A. Douglas. Später zog er nach Chicago, wo er als Rechtsanwalt praktizierte. Im Jahr 1866 wurde er Bundesangestellter für Konkursverfahren (Register in Bankruptcy). Im Jahr 1869 zog sich Lincoln Clark in den Ruhestand zurück. Er kehrte in seinen Geburtsort Conway in Massachusetts zurück, wo er im September 1886 verstarb.